# Йозефплац
Йозефплац (нім. Josefsplatz) — площа, розташована у Відні біля палацу Гофбург. Названа на честь імператора Йосифа II.

## Історія

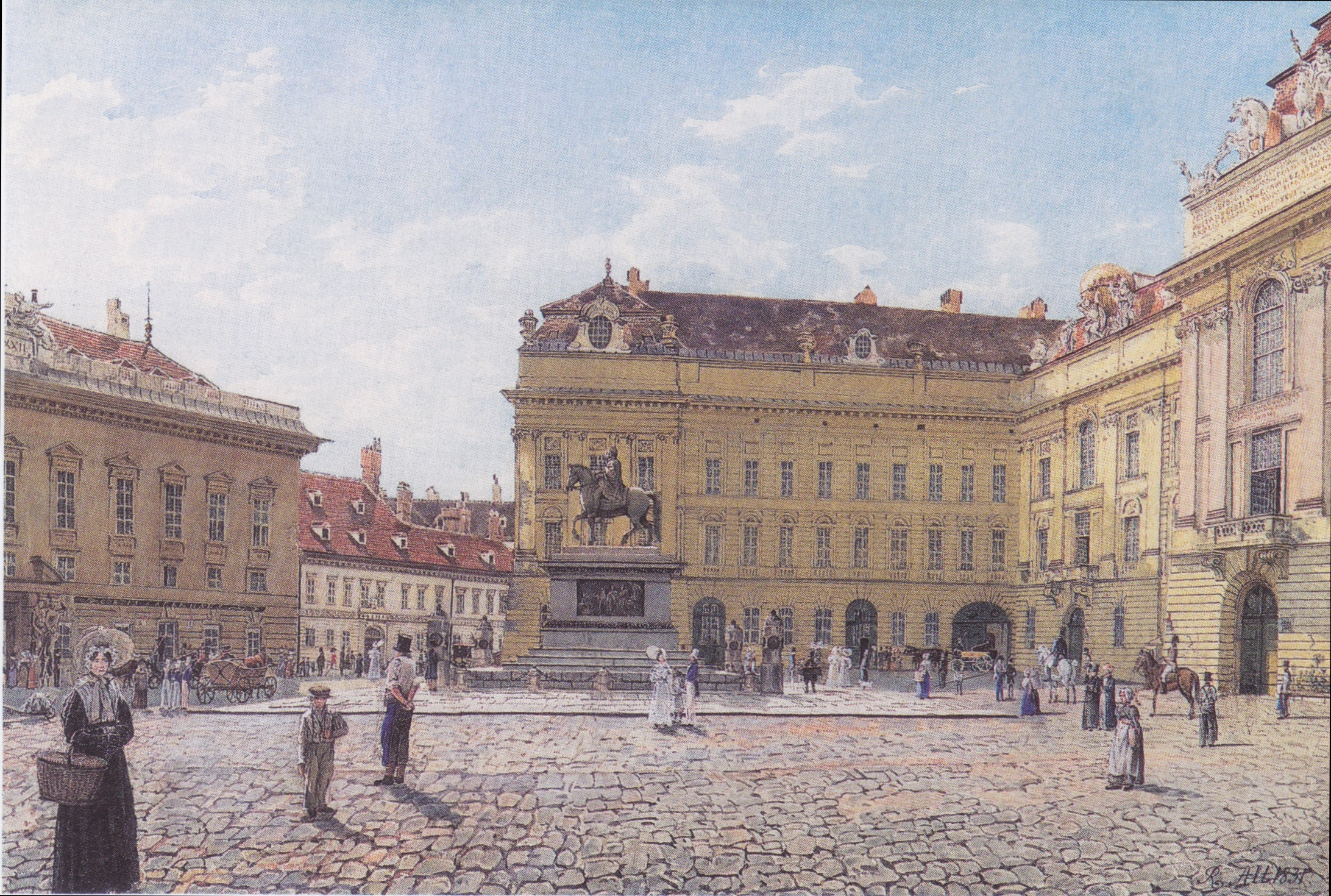
Рудольф фон Альт. Йозефплац у Відні. 1831

На площі Йозефплац розташована кінна статуя імператора Йосифа II (правив 1780—1790), створена скульптором Францом Антоном фон Цаунером у 1795—1807 роках. Статую замовив імператор Франц II, що з 16 років виховувався Йосифом II — своїм дядьком. Зразком для пам'ятника була статуя римського імператора Марка Аврелія на Капітолійському пагорбі в Римі. Зображення Йосифа II в образі римського завойовника, одягненого в тогу та лавровий вінок, відображає віру Габсбургів у своє походження від античних римських імператорів.

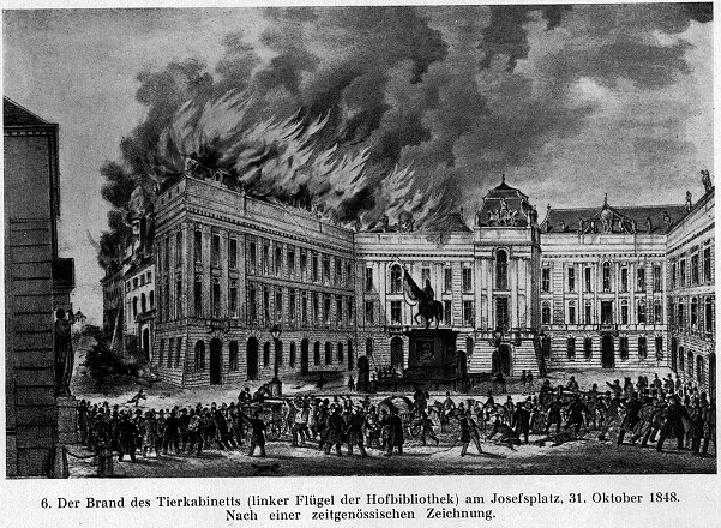
Пожежа в Гофбурзі 31 жовтня 1848 року

З трьох боків площу оточує палац Гофбург. Площу перетинає вулиця Авґустінерсштрассе. Центральною будівленю Йозефплац є Державний зал (Prunksaal) Австрійської національної бібліотеки, що входить до комплексу споруд Гофбурга та є яскравим прикладом барокової архітектури. Архітекторами будівлі були Йоган Бернгард Фішер фон Ерлах та Йозеф Емануель Фішер фон Ерлах. Бокові частини пізніше добудували за проєктом Ніколо Пакассі. Крім того, будівля виконує роль концертного залу. Під час революції 1848 року в будівлі сталася пожежа, внаслідок якої вона сильно постраждала. Зокрема, тоді було втрачено всю зоологічну колекцію, наявну там.
Ліворуч від будівлі бібліотеки знаходиться Августинська церква — найдавніша споруда площі. Праворуч знаходяться Зали редутів (Redoutensäle), добудовані до комплексу Гофбурга в 1744—1748 роках. 1992 року будівля зазнала значних ушкоджень внаслідок пожежі. На північно-західному куті площі знаходиться Штальбург — колишня стайня Гофбурга, де проживали коні породи ліпіцанер, а зараз знаходиться Іспанська школа верхової їзди.
Навпроти площі знаходяться палаци Паллавічіні, збудований 1784 року під керівництвом Йоганна Фердинанда Гетцендорфа фон Гогенберга, та палац Палффі XVI століття.

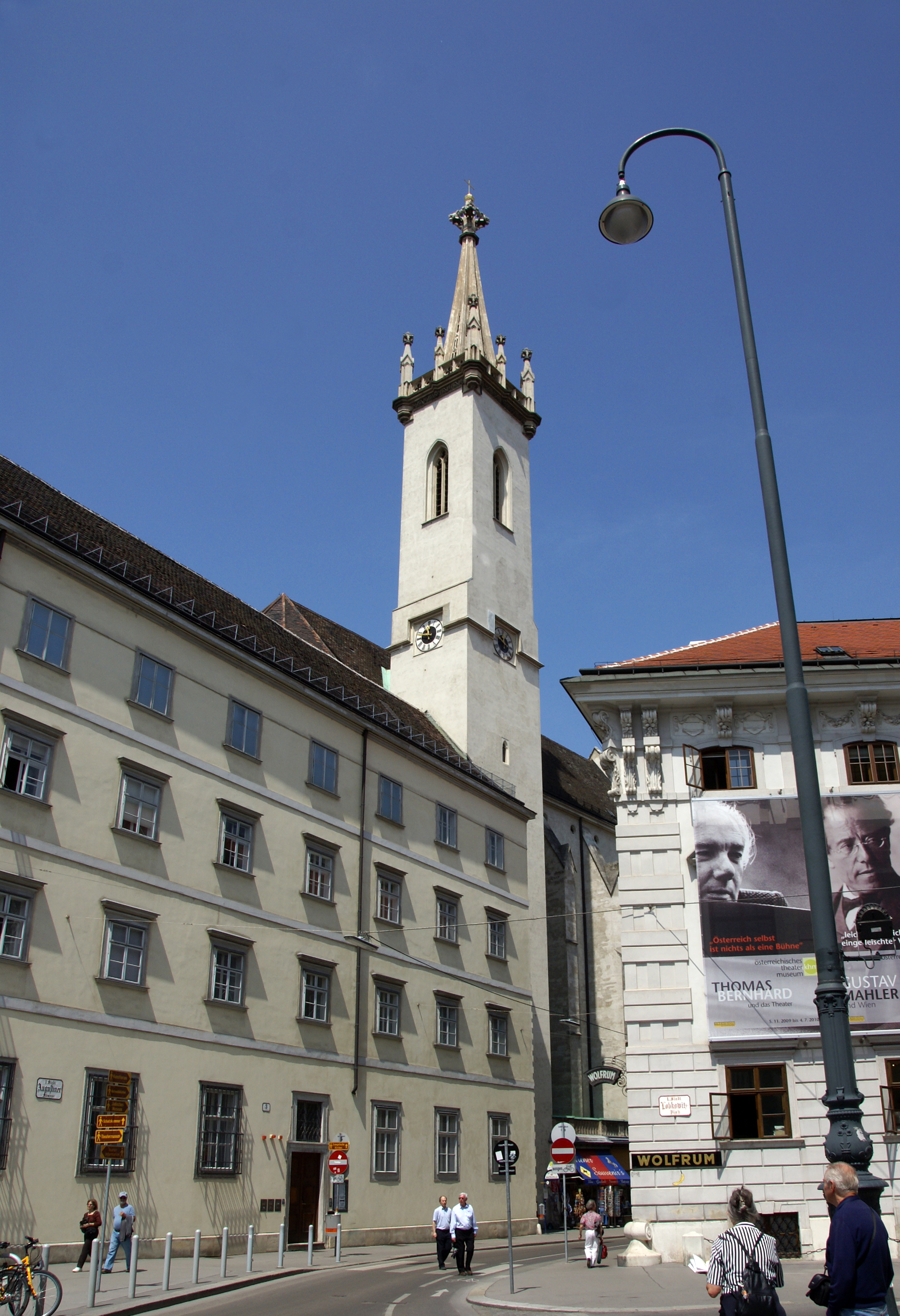
Августинська церква[en]
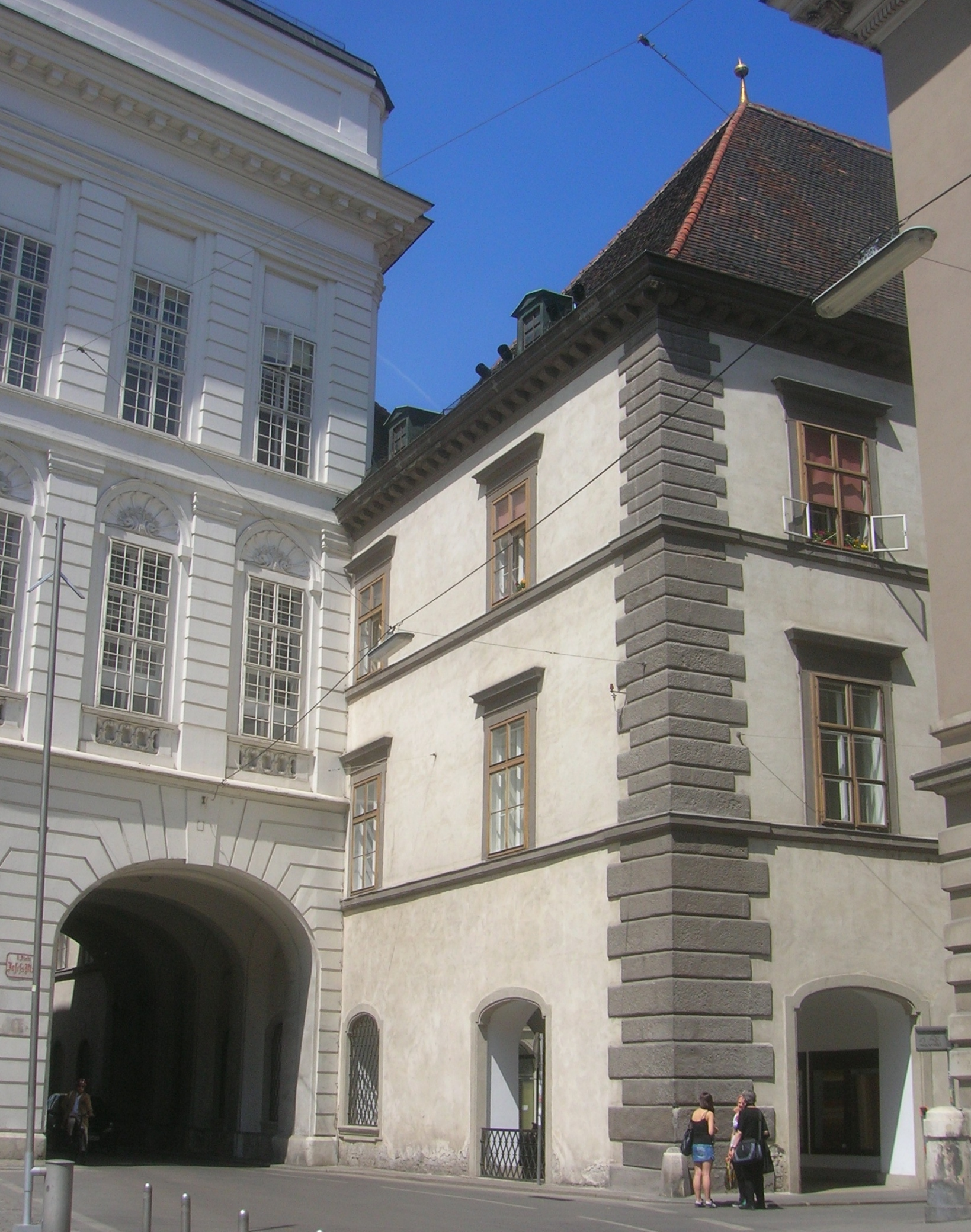
Штальбург
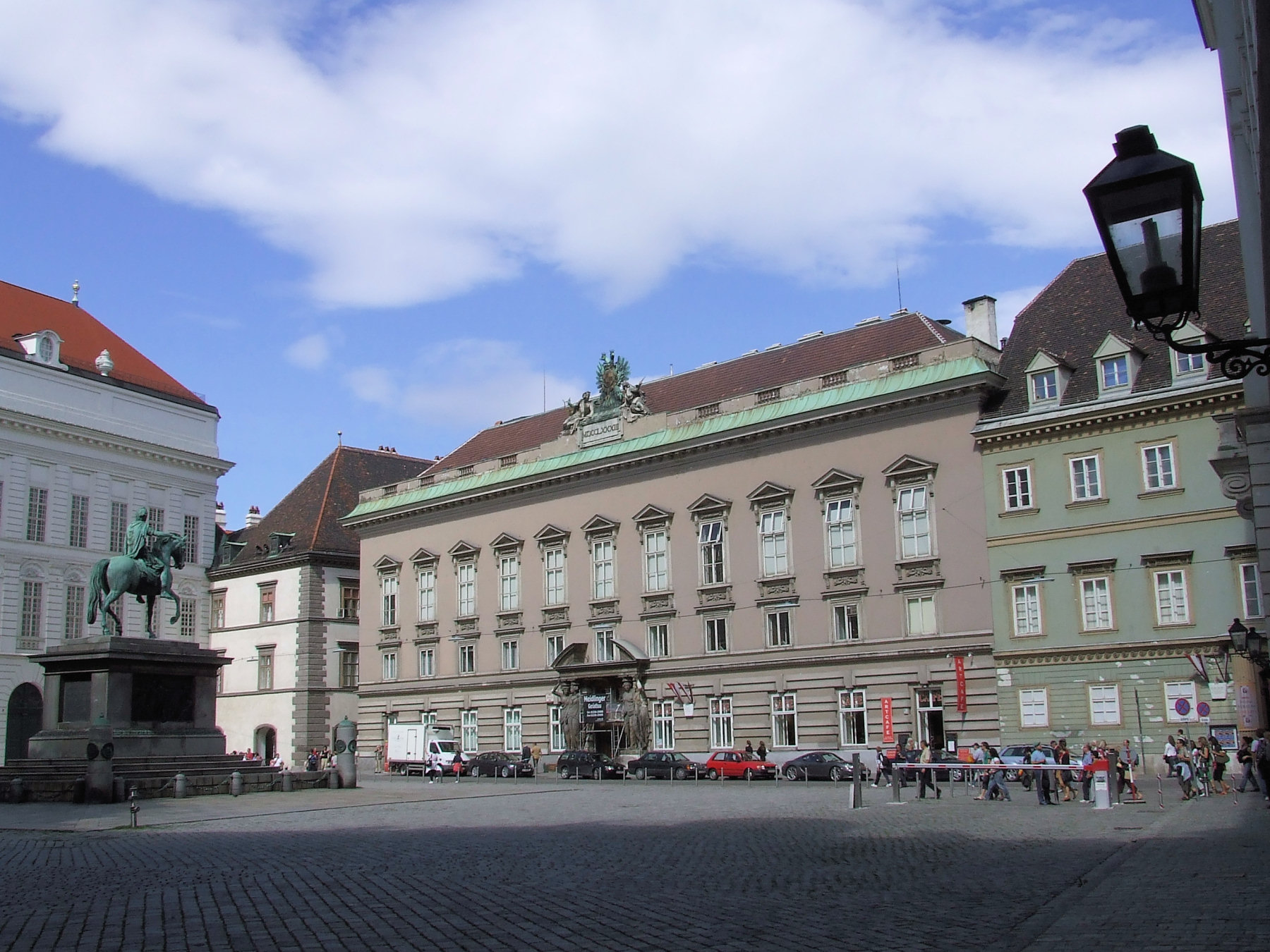
Палац Паллавічіні